# Carlo Rovelli

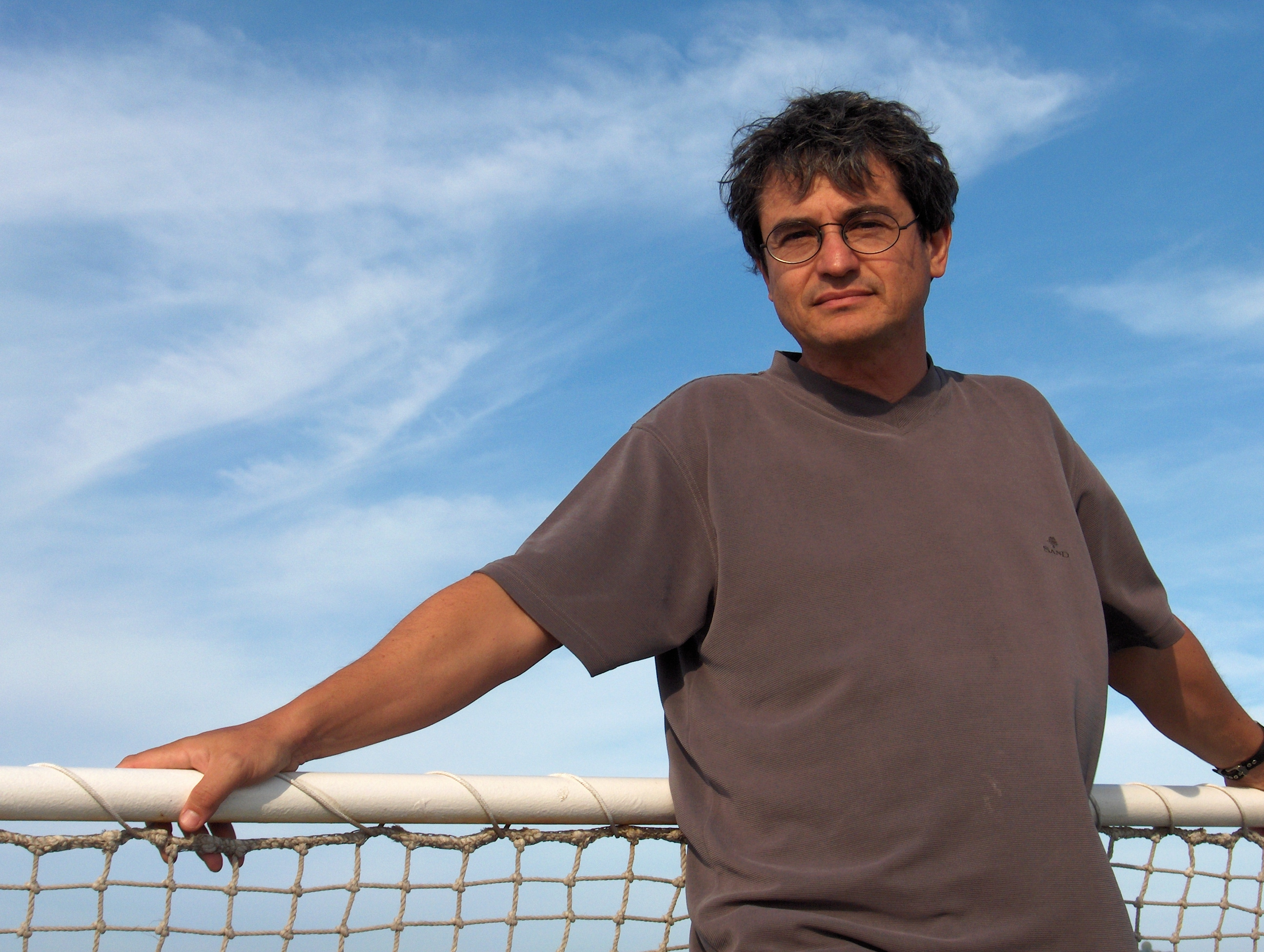
Carlo Rovelli (2005)

Carlo Rovelli (* 3. Mai 1956 in Verona) ist ein italienischer Physiker und Autor.

## Leben
Rovelli studierte ab 1975 Physik an der Universität Bologna und schloss sein Studium 1981 mit dem Diplom (Laurea) ab. In den 1970er Jahren beteiligte er sich an politischen Studentenbewegungen in Italien. Rovelli sagte, dass seine LSD-Erfahrungen dazu beigetragen haben, sein Interesse an theoretischer Physik zu wecken. Er wurde 1986 an der Universität Padua promoviert. Als Post-Doktorand war er am Imperial College London (1986), an der Universität Rom (1987/88), der Yale University (1987), der Syracuse University (1989) und am SISSA in Triest (1989). Ab 1990 war er Assistant Professor, von 1994 bis 1999 Associate Professor und von 1999 bis 2000 Professor an der University of Pittsburgh. 1998/99 war er Forschungsdirektor am Zentrum für Theoretische Physik (CPT) in Luminy. 2000 wurde er Professor an der Universität Marseille.
Zusammen mit Lee Smolin (aufbauend auf Arbeiten von Ashtekar) entwickelte er eine Theorie der Quantengravitation, die als Schleifenquantengravitation bekannt wurde. 1994 zeigte er mit Smolin, dass die Observablen für Fläche und Volumen in der Theorie diskrete Werte haben.
Mit Alain Connes stellte er, um dem grundlegenden Problem der Rolle der Zeit in der Quantengravitation beizukommen, die thermal time hypothesis auf, wonach der Zeitpfeil ein lediglich emergenter thermodynamischer Prozess sei.
Er entwickelte 1996 eine relationale Interpretation der Quantenmechanik (siehe Interpretationen der Quantenmechanik).
Er war 1996 bis 2006 Mitherausgeber von General Relativity and Gravitation und ist im Herausgebergremium von Nuovo Cimento B, Classical and Quantum Gravity und Foundations of Physics sowie 1995 bis 2005 des Journal of Mathematical Physics. Er ist Herausgeber der Sektion Quantengravitation der Annales de l'Institut Henri Poincaré.
Rovelli war 2018 einer der 200 Unterzeichner eines Aufrufs in der Zeitung Le Monde, in der vor drastischen Folgen wie dem Aussterben der menschlichen Spezies gewarnt wurde, falls nicht rasch ein Umdenken und Handeln in Problemfeldern wie dem Klimawandel, dem Artensterben und weiteren planetaren Grenzen geschehe.
Rovelli besitzt die italienische und die US-amerikanische Staatsbürgerschaft.
Trivia: In dem Roman „Der Rote Pfeil“ von William Brewer, im englischen Original „The Red Arrow“ hat ein junger amerikanischer Autor den Auftrag eine Biografie über einen sehr bekannten Physiker zu schreiben. Er begibt sich nach Italien, reist nach Modena und es kommt zu einem Zusammentreffen, bei dem sie sich unter anderem über ihre Erfahrungen mit Magic Mushrooms unterhalten. Ohne dass der Physiker beim Namen genannt wird, handelt es sich eindeutig um Carlo Rovelli.

## Schriften
- Quantum Gravity. Cambridge University Press 2004
- What is time? What is space? Di Renzo, Rom 2006 ISBN 88-8323-146-5
- Loop Quantum Gravity, Living Reviews in Relativity
- Loop Quantum Gravity, Physics World, November 2003 (PDF; 401 kB)
- mit Matteo Smerlak: Anaximandre de Milet, ou la naissance de la pensée scientifique. Dunod, Paris 2009
  - Übers. Marion Lignana Rosenberg: The First Scientist: Anaximander and his legacy. Westholme, Yardley PA 2011 u. ö.
  - Übers. Monika Niehaus: Die Geburt der Wissenschaft. Anaximander und sein Erbe. Rowohlt, Hamburg 2019 ISBN 978-3-498-05398-7
  - in Chinesisch: 极简科学起源课 Verlag Hunan science and technology Press, 2018
- Sette brevi lezioni di fisica Adelphi, Mailand 2014 ISBN 978-8845929250
  - Übers. Sigrid Vagt: Sieben kurze Lektionen über Physik. Rowohlt, Hamburg 2015 ISBN 978-3-498-05804-3
- Reality Is Not what It Seems. The Journey to Quantum Gravity. Riverhead, New York 2017 ISBN 978-0-7352-1392-0
  - Übers. Enrico Heinemann: Die Wirklichkeit, die nicht so ist, wie sie scheint. Eine Reise in die Welt der Quantengravitation. Rowohlt, Reinbek 2016 ISBN 978-3-498-05806-7[7]
- L'ordine del tempo, Adelphi, Milano 2017 ISBN 978-88-459-3192-5
  - Übers. Enrico Heinemann: Die Ordnung der Zeit. Rowohlt, Reinbek 2018 ISBN 978-3-498-05399-4
- Covariant Loop Quantum Gravity: An Elementary Introduction to Quantum Gravity and Spinfoam Theory, Cambridge Monographs on Mathematical Physics, Cambridge UP 2014
- General Relativity: The most beautiful of theories. De Gruyter Studies in Mathematical Physics, 2015
- Und wenn es die Zeit nicht gäbe? Rowohlt, 2018
- Helgoland, Adelphi 2020 (italienisch, Anspielung auf Heisenbergs Aufenthalt dort mit der Entstehung der Quantenmechanik)
  - Übers. Enrico Heinemann: Helgoland. Wie die Quantentheorie unsere Welt verändert. Rowohlt, Hamburg 2021, ISBN 978-3-498-00220-6
- There Are Places in the World Where Rules Are Less Important Than Kindness And Other Thoughts on Physics, Philosophy and the World. Riverhead, New York 2022, ISBN 978-0-593-19215-3.
  - Übers. Monika Niehaus, Niklas Osterloh: Es gibt Orte auf der Welt, an denen Regeln weniger wichtig sind als Freundlichkeit – Essays. Rowohlt, Hamburg 2022, ISBN 978-3-499-00730-9.
- Buchi bianchi, Adelphi 2023, ISBN 978-88-459-3753-8.
  - Übers. Enrico Heinemann: Weiße Löcher. Ein neues Bild des Universums. Rowohlt, Hamburg 2023, ISBN 978-3-498-00363-0.